# Pulau Sajahat
Pulau Sajahat (en chinois : 沙惹哈岛), est une île située dans le Nord-Est de l'île principale de Singapour. Avec son petit compagnon Pulau Sejahat Kechil, elle est englobée à Pulau Tekong après des travaux créant un terre-plein.

## Géographie
Elle s'étend sur une longueur d'environ 175 m pour une largeur approximative de 135 m.

## Histoire
Lorsque Singapour était une colonie britannique, l'île faisait partie de la défense intégrale du détroit de Johor et de la base navale de Sembawang (en) avec Pulau Tekong et Changi Point (en). Le campement militaire y a été construit vers 1937-1938, alors que la menace de guerre avec le Japon devenait bien réelle. C'était un campement à grande échelle avec des casernes, des bunkers, des emplacements de canons et des postes de surveillance élevés. Les Britanniques ont assemblé des casemates et des batteries d'artillerie le long de la côte sud de Singapour, de Buona Vista (en) à l'ouest à Pulau Sajahat à l'est, avec un total de cinquante-et-un canons.
Ces armes ont finalement été mal placées. Les Japonais ont envahi Singapour par voie terrestre depuis le nord, via Malaya, et plusieurs de ces armes n'ont même pas été utilisées avant d'être détruites par les Britanniques pour les empêcher de tomber aux mains de l'ennemi. Les canons de Pulau Sajahat ont rencontré le même sort. Lorsque les Japonais ont fouillé l'île, ils n'ont trouvé aucun fusil. Même les emplacements des armes à feu - la base en béton sur laquelle est montée une arme à feu - n'étaient pas marqués, ce qui donnait à penser que certains fusils n'avaient pas été installés.
Étant donné le problème de la navigation dans les détroits étroits de Kota Tinggi à Johor aux autres îles, Pulau Sajahat était surtout connu pour son Tua Pek Kong (en), grand autel de pierre dont le but est de s'assurer que les gens de mer voyagent en toute sécurité.
En 1972, Pulau Sejahat retourne au gouvernement de Singapour. Quatre ans plus tard, les Britanniques retirent la dernière de leurs troupes de Singapour. L'île ne s'est ensuite plus développée. Il y reste aujourd'hui des vestiges de bâtiments de casernes, d'emplacements d'armes à feu et de postes de surveillance.